# Jean Isnard
Jean Jacques Paul Isnard (* 27. September 1901 in Paris; † 23. September 1976 ebenda) war ein französischer Kameramann.

## Leben
Isnard hatte nach dem Ersten Weltkrieg als Kameramann der heimischen Streitkräfte begonnen und ging zu Beginn der 1920er Jahre zum Kinofilm, wo er zunächst als Kameraassistent dem Kameramann Wladimir (“Phroso”, “Aux jardins de Murcie”, “Les deux gosses”) diente. Zum Ende der Stummfilmära ließ man Isnard in eigener Verantwortung Filme fotografieren. In rund drei Tonfilmjahrzehnten war der gebürtige Pariser nur selten an hochrangigen Produktionen beteiligt, immerhin stand er bei A-Filmen wie Mayerling, Das Leben gehört uns und Der Graf von Monte-Christo ebenfalls hinter der Kamera, war dort aber zumeist einem bedeutenderen Cheffotografen untergeordnet. 
Zu den Regisseuren, mit denen er in seiner Karriere zusammenarbeitete, gehörten neben diversen No-Names auch Branchen-Größen wie Anatole Litvak, Jean Renoir, Kurt Bernhardt, Yves Allégret und Claude Autant-Lara zusammen, mit dem er bei seinem letzten Film, einer aufwendigen Adaption des “Graf von Monte Christo”, kooperierte. Mit 60 Jahren zog sich Jean Isnard vom Kinofilm zurück. Nach seiner letzten Kameratätigkeit, einer Folge zu einer Fernsehserie, beendete der Kameramann seine berufliche Karriere.

## Filmografie
- 1928: Les Rigoros (Kurz-Spielfilm)
- 1929: Ces dames aux chapeaux verts
- 1929: Rapacité
- 1930: Sirocco
- 1931: Mon ami Victor
- 1931: Jean de la Lune
- 1931: Coquecigrole
- 1932: Le Crime du chemin Rouge
- 1932: Razzia
- 1933: Colomba
- 1933: Mademoiselle Josette, ma femme
- 1934: Le Secret d'une nuit
- 1934: La Femme ideale
- 1935: Bourrasque
- 1935: Les Mystères de Paris
- 1936: Mayerling
- 1936: La Flamme
- 1936: Das Leben gehört uns (La vie est à nous)
- 1937: Le Club des aristocrates
- 1937: Police mondaine
- 1938: Prisons de femmes
- 1939: Coups de feu
- 1939: Dezembernacht (Nuit de décembre)
- 1939/45: Bifur 3
- 1941: Madame Sans-Gêne
- 1942: Le Mariage de Chiffon
- 1943: Marie-Martine
- 1943: Madame et le mort
- 1943: Domino
- 1944: Le Bal des passants
- 1946: Le Bataillon du ciel
- 1946: Coïncidences
- 1950: Miasto nieujarzmione
- 1951: Avignon, bastion de la Provence (Dokumentarfilm)
- 1951: Die Liebe mit 20 (L’amour, Madame)
- 1952: Les Hommes de la nuit (Kurzfilm)
- 1953: Un trésor de femme
- 1954: Le Feu dans la peau
- 1955: Straße der Verdammten (Le couteau sous la gorge)
- 1956: Sylviane de mes nuits
- 1957: Les Violents
- 1958: Sklavin der Südsee (La Fille de feu)
- 1959: Les Tripes au soleil
- 1959: Match contre la mort
- 1960: Tête folle
- 1961: Der Graf von Monte-Christo (Le Comte de Monte-Cristo)